# Watsa (stad)
Watsa is een stad in de Democratische Republiek Congo in de provincie Haut-Uele. Watsa telde volgens de laatste census in 1984 15.120 inwoners en in 2004 naar schatting 27.300 inwoners.
Watsa is de hoofdplaats van het gelijknamig territorium. 
De autoweg RN26 Isiro-Mungbere-Watsa-Faradge-Aba loopt door de stad. Er loopt een spoorlijn door de stad maar deze is niet meer operationeel. Ook de regionale luchthaven van de stad in Dusu is door oorlogsgeweld niet meer operationeel.
De stad heeft twee instellingen van hoger onderwijs: Institut Supérieur Pédagogique de Watsa (1995) et Institut Supérieur des Techniques Médicales de Watsa (2004).
De voertaal in de stad is het Lingala.

## Geschiedenis
Tijdens de opstand van de Simba's na de Congolese onafhankelijkheid werden in Watsa 37 blanken vermoord.
In 1987 werd de gemeente Watsa erkend als stad.